# Hermann Paul Gerhard
Hermann Paul Gerhard (* 18. November 1827 in Kulm; † 6. März 1881) war Jurist und Mitglied des deutschen Reichstags.

## Leben
Gerhard besuchte die Gymnasien in Schulpforta, Königsberg in der Neumark, Züllichau und Cottbus. 1848 begann er das Studium der Rechtswissenschaft an der Universität in Halle, 1850 wurde er Auskultator, 1852 Referendar und 1855 promovierte er zum Dr. jur. 1856 wurde er Assessor und später Staatsanwaltsgehilfe beim Kreisgericht in Labiau. Ab 1861 war er Kreisrichter in Schwiebus, wo er Probleme wegen seiner politischen Betätigung bekam. Infolge einer scharfen persönlichen Auseinandersetzung mit dem damaligen Justizminister Graf zur Lippe schied er 1866 auf seinen Antrag aus dem Justizdienst, trat jedoch im April 1872 wieder ein. In der Zwischenzeit war er Privatmann in Züllichau, wurde Stadtverordneter und während der letzten zwei Jahre Vorsteher. Von April 1872 bis 1. Juli 1875 fungierte er als Kreisrichter zu Lautenburg in Westpreußen, seitdem als Kreisgerichtsrat in Kulm.
Mitglied des Reichstages wurde er im September 1875 durch Nachwahl für den ausgeschiedenen Abgeordneten Friedrich Meyer. Er wurde im Wahlkreis Regierungsbezirk Marienwerder 4 (Thorn) gewählt und behielt das Mandat bis 1878. Im Reichstag schloss er sich der Fraktion "Gruppe Löwe-Berger" an.